# تاريخ النورماندي

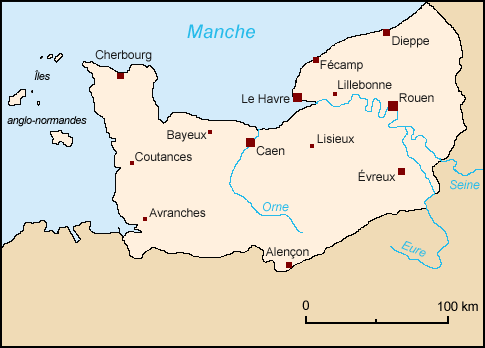

النورماندي هي مقاطعة في الشمال الغربي لفرنسا كانت تحت حكم النظام القديم واستمرت حتى الجزء الأخير من القرن الثامن عشر. سكنها بدايةً القبائل السلتية في الغرب وقبائل البلجيك في الشمال الشرقي، وغزاها الرومان عام 98 ميلادي ودمجها الإمبراطور أوغستوس مع مقاطعة غاليا لوغدونيسيس. في القرن الرابع الميلادي، قسّم غراتيان المقاطعة إلى سيفيتاس والتي شكلت الحدود التاريخية. بعد سقوط روما في القرن الخامس الميلادي، أصبح الفرنجة المجموعة الإثنية المسيطرة في المنطقة، وبنوا عدد من الأديرة واستبدلوا البربرية في المنطقة بحضارة الإمبراطورية الكارولنجية. بالاتجاه إلى نهاية القرن الثامن، وصلت حدود النورماندي إلى استقرار نسبي. كانت الحدود القديمة للنورماندي مشابهة تقريبًا للحدود للنورماندي الدنيا والنورماندي العليا وجزر شانيل. دُمجت أراضي النورماندي في مملكة فرنسا عام 1204. تضررت المنطقة بشكل كبير في حرب المئة عام وحروب الدين، وتحول النورمانديون إلى البروتستانتية أكثر من أي منطقة في فرنسا. في القرن العشرين، بدأ اليوم دال، الذي يشير إلى بداية غزو الحلفاء لأوروبا الغربية، من النورماندي. في عام 1956، انقسمت أراضي النورماندي الأساسية إلى منطقتين النورماندي الدنيا والنورماندي العليا والتي أعيد توحيدها عام 2016.

## مرحلة ما قبل التاريخ والعصور القديمة
أثبتت الاكتشافات الأركيولوجية، مثل رسوم الكهوف، أن البشر كانوا موجودين في المنطقة لتاريخ يصل إلى عصور ما قبل التاريخ، لا سيما في إيور وكالفادوس. أثبتت رسوم كهوف غوي وأوريفال وجود البشر في منطقة السين البحرية. يمكن العثور على العديد من الجنادل في النورماندي إذ بُني معظمها بطريقة موحدة.
يُعرف الكثير عن فترة السلتيين في النورماندي بسبب المصادر الأركيولوجية الكثيرة والتي يُسهل تحديد تاريخها. في بداية القرن التاسع عشر، درس العلماء المحليون المواقع الأركيولوجية (لا سيما تلك الموجودة في النورماندي العليا) وسجلوا اكتشافاتهم. اكتشفوا أدوات مثل الخوذة المذهبة لجماعة أمفريفيل تحت الجبال، المصنوعة في القرن الرابع قبل الميلاد والخوذة الحديدة الموجودة حاليًا في متحف اللوفر. فحصوا أيضًا مقبرة بيتري والتي بقيت جرار حفظ رماد الموتى موجودة. تشير الآثار التي عُثر عليها في هذه المواقع إلى وجود غالي في النورماندي يعود إلى حضارات هالستات ولاتين.
غزا البلجيك والسلتيون، المعروفون باسم الغاليين، النورماندي بحملات متعاقبة من القرن الرابع إلى القرن الثالث قبل الميلاد. كل ما نعرفه عن هذه المجموعات يأتي من كتاب يوليوس قيصر «تعليقات على الحرب الغالية». عرّف قيصر عدة مجموعات مختلفة بين البلجيك الذين احتلوا مناطق متفرقة وعاشوا في قرى زراعية مغلقة. في عام 57 ميلادي، توحد الغالييون تحت قيادة فرسن جتريكس في محاولة لمقاومة هجوم جيش قيصر. حتى بعد هزيمتهم في أليزيا، استمر شعب النورماندي بالقتال حتى عام 51، العام الذي أنهى قيصر فيه غزوه للغال.
قائمة بالقبائل الغالية التي ارتبطت مناطقهم بالنورماندي ومراكزهم الإدارية:
- أبريناكت (إنجينا، حاليًا أفرانش).
- أوليرسي أوبروفيس (ميدولانوم، حاليًا إيفرو).
- بايوكاسيس (أوغوستودوروم، حاليًا بايو).
- كالات (جوليوبونا، حاليًا ليلبون).
- إيسوفي (يوكسيساما، حاليًا إكسيم).
- ليكسوفي (نوفيوماغوس ليكسوفيروم، حاليًا ليزيو).
- ساغي (اسم غير معروف، حاليًا سييه).
- أونيلي (كوسيديا، حاليًا كوتانس).
- فيلوكاسيه (روتوماغوس، حاليًا روين).
- فيدوكاسيه (أراغونيه، حاليًا فيوه).

### النورماندي الرومانية
في عام 27 قبل الميلاد، أعاد الإمبراطور أوغسطس تنظيم مناطق الغال بإضافة كاليت وفيلوكاسيه إلى مقاطعة غاليا لوغدونيسيس، التي كانت عاصمتها ليون. أضيف الطابع الروماني للنورماندي بالطرق المعتادة: الطرق الرومانية وسياسة التحضر.
لدى الكلاسيكيين معرفة بالعديد من الفيلات الرومانية الغالية في النورماندي، ويرجع الفضل في ذلك إلى حد كبير إلى الاكتشافات التي أجريت أثناء بناء الطريق السريع أيه 29 في منطقة السين البحري. غالبًا ما بُنيت هذه المنازل الريفية وفقًا لخطتين رئيسيتين. يتميز أحد التصميمات بهيكل طويل وضيق بواجهة مفتوحة تواجه الجنوب. يشبه التصميم الثاني الفلل الإيطالية، بتصميم منظم حول فناء مربع. يمكن رؤية هذا التصميم في فيلا مارغريت سور مير. بُنيت الفلل باستخدام مواد محلية؛ الصوان والطباشير والحجر الجيري والطوب والكوز. جاءت تقنية أنصاف الهياكل الخشبية من هذه الفترة ومن أكواخ السلتيين. اعتمدت أنظمة التدفئة في هذه الفلل على المحرقة الرومانية.
ووفقًا لبليني الأكبر، وفرت الزراعة في المنطقة القمح والكتان. لاحظ بليني أيضًا وجود فانا (معابد صغيرة ذات مخطط مركزي، عادةً مربع) بأعداد كبيرة. في العصور القديمة، جعلت معابد إفرو المدينة موقعًا مهمًا للحج، مع منتدى وحمامات رومانية وكاتدرائية ومسرح غالي. يُلحظ في إيفرو تماثيل الآلهة الأم الموجودة في المقابر والمنازل.

### الأزمات في القرن الثالث وخسارة الرومان للنورماندي
في أواخر القرن الثالث، دمرت الغارات البربرية النورماندي. تحمل آثار الحريق والكنوز المدفونة على عجل دليلًا على درجة انعدام الأمن في شمال بلاد الغال. تعرضت المستوطنات الساحلية لخطر الغارات من قبل القراصنة الساكسونيين. كان الوضع خطيرًا جدًا لدرجة أن فيلقًا كاملًا من السويف كان يتمركز في كونستانتيا (في باغوس كونستانتينوس)، المركز الإداري لقبيلة أونيلي. تمركز الباتافي في سيفيتاس باكوسينيس (بايو). نتيجة لإصلاحات دقلديانوس، فُصلت النورماندي عن بريتاني، بينما بقيت داخل لوغدونيسيس الغالية. بدأت المسيحية بالدخول إلى المنطقة خلال هذه الفترة؛ يُفترض أن القديس ميلونيوس كان أسقفًا لروان في منتصف القرن الثالث. في عام 406، بدأت القبائل الجرمانية والآلان بالغزو من الغرب، بينما أخضع السكسونيون ساحل النورماندي. في نهاية المطاف في عام 457، أسس إيغيديوس مجال سواسون في المنطقة (بمقرها بلدة تحمل نفس الاسم سواسون، سابقًا مقر سو سوسيه)، مستقلة عن الإمبراطورية وانقطعت عنها ولكن مع ذلك بقي المواطنون يعتبرون أنفسهم رومانيين. وقد خلفه ابنه سياغريوس عام 464 وبقي حتى غزو المملكة عام 486. تخلوا عن القرى الريفية، وبقي الرومان داخل التحصينات الحضرية. تشير أسماء المواقع الجغرافية إلى أن مختلف المجموعات البربرية جمّعت نفسها وشكلت تحالفات واتحادات بالفعل في نهاية القرن الثالث قبل سقوط الإمبراطورية الرومانية الغربية عام 476.

## العصور الوسطى

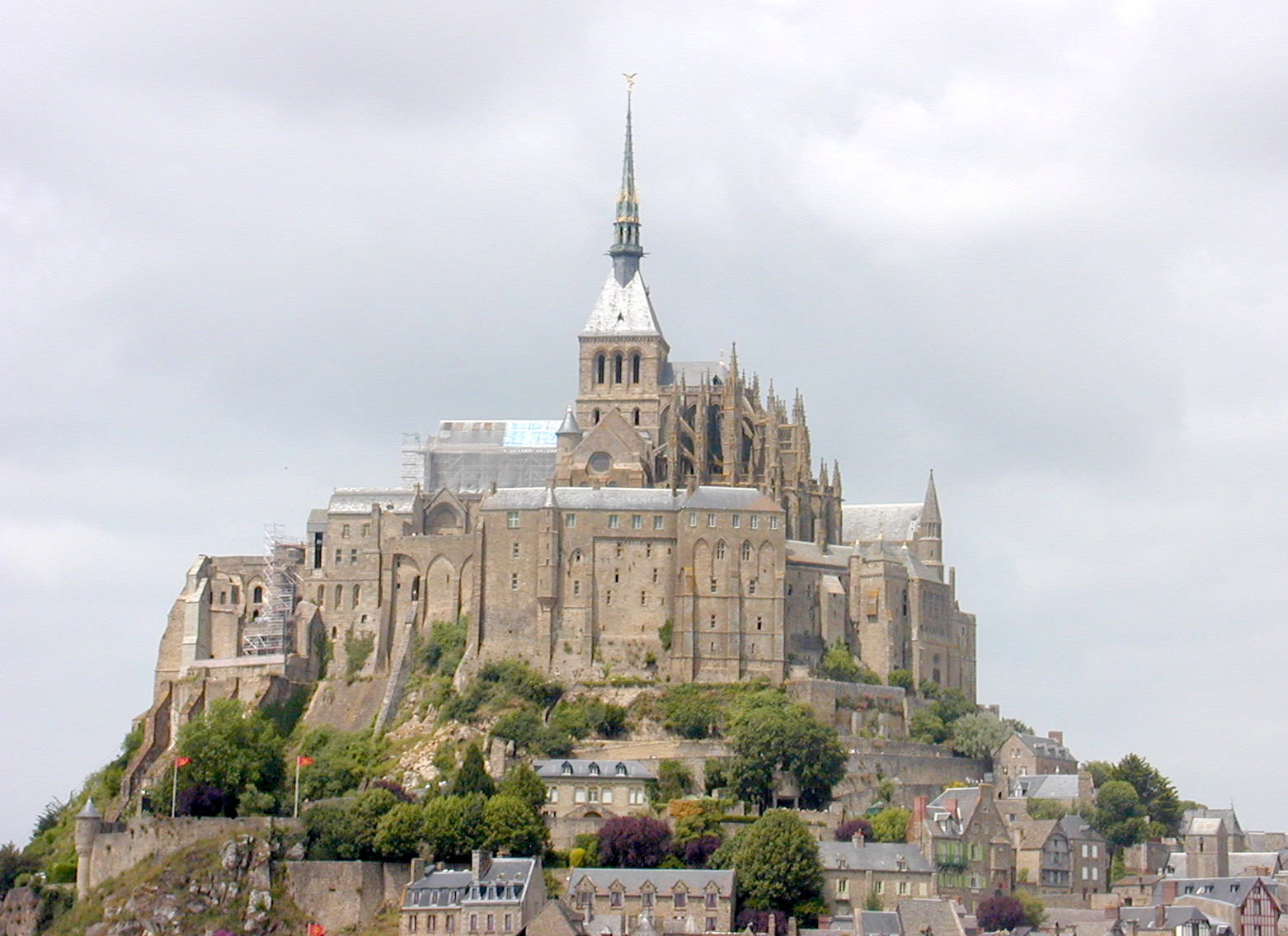
Mont Saint-Michel

### النورماندي الفرنجية
في وقت مبكر من عام 486، أصبحت المنطقة الواقعة بين السوم واللوار تحت سيطرة اللورد الفرنجي كلوفيس. لم ينتشر الاستعمار الفرنجي على نطاق واسع، ويتجلى ذلك بشكل رئيسي في المقابر في إنفيرمو ولوندينيريس وهيروفيليت ودوفريند. كانت أسماء الأماكن بشكل رئيسي فرنجية في هذا الوقت. قطع الفرنجة أيضًا الوجود الإداري والعسكري على المستوى المحلي. في نهاية المطاف أصبحت المنطقة الشرقية من النورماندي مسكنًا لملوك الميروفينجيان.
استمر إضفاء الطابع المسيحي على المنطقة ببناء الكاتدرائيات في المدن الرئيسية والكنائس في المحليات الصغيرة. استمر تأسيس الأبرشيات لفترة طويلة. تميل الأبرشيات الصغيرة إلى أن تكون موجودة في السهول حول كاين بينما تأخذ الأبرشيات الريفية مساحة أكبر. دُفن القرويين حول الأبرشيات المحلية حتى عهد الكارولنجيين.
تطورت الملكية النيوسترية في القرن السادس في المناطق الغربية المعزولة. في القرن السابع، أسس الأرستقراطيون النيوستريون العديد من الأديرة في وادي السين؛ فونتونيل عام 649 ، جوميغيه حوالي 654، بافيلي ومونتوفيليير. تبنّت هذه الأديرة بسرعة قاعدة البينديكتين. أصبحوا يمتلكون كميات كبيرة من الأراضي في جميع أنحاء فرنسا، والتي حصلوا منها على دخل كبير؛ لذلك أصبحوا متورطين في الخصومات السياسية والسلالات الحاكمة.